# Очкурівка
Очкурівка (рос. Очкуровка) — село у Ніколаєвському районі Волгоградської області Російської Федерації.
Населення становить 1227 осіб. Входить до складу муніципального утворення Очкуровське сільське поселення.

## Історія
Село розташоване у межах українського історичного та культурного регіону Жовтий Клин.
Згідно із законом від 14 лютого 2005 року № 1006-ОД органом місцевого самоврядування є Очкуровське сільське поселення.

## Населення
| 2010 | 2012  | 2013  | 2014  | 2015  | 2016  | 2017  |
| ---- | ----- | ----- | ----- | ----- | ----- | ----- |
| 1232 | ↘1222 | ↗1238 | ↗1242 | ↘1233 | ↘1224 | ↗1227 |